# Sorgun Belediye Spor Kulübü 2019-2020 (pallavolo)
Questa voce raccoglie le informazioni riguardanti il Sorgun Belediye Spor Kulübü nelle competizioni ufficiali della stagione 2019-2020.

## Organigramma societario
Area direttiva
- Presidente: Ergin Gül

Area tecnica
- Allenatore: Bahadır Aksoy
- Allenatore in seconda: Haktan Balin
- Assistente allenatore: Soner Arslan
- Scoutman: Çağrı Mustafa Tan

## Rosa
| N° | Nome               | Ruolo | Data di nascita   | Nazionalità sportiva |
| -- | ------------------ | ----- | ----------------- | -------------------- |
| 1  | Aslan Ekşi         | P     | 14 maggio 1989    | Turchia              |
| 2  | Batı Kayhan        | S     | 10 giugno 1996    | Turchia              |
| 4  | Demirhan Durul     | O     | 5 novembre 1989   | Turchia              |
| 5  | Hiroshi Centelles  | O     | 14 agosto 1990    | Cuba                 |
| 6  | Mehmet Almaz       | C     | 1º gennaio 1984   | Turchia              |
| 7  | Onur Altınkaya     | L     | 6 febbraio 1997   | Turchia              |
| 8  | Halil Durhan       | C     | 30 agosto 1996    | Turchia              |
| 9  | Halil Kurt         | C     | 16 febbraio 1998  | Turchia              |
| 10 | Ramazan Kılıç      | L     | 31 maggio 1984    | Turchia              |
| 11 | Çağlar Aksoy       | P     | 13 luglio 1984    | Turchia              |
| 12 | Abrahan Alfonso    | S     | 23 febbraio 1995  | Cuba                 |
| 13 | Görkem Sertel      | C     | 27 ottobre 1992   | Turchia              |
| 14 | Yusuf Erdem        | O     | 25 giugno 1991    | Turchia              |
| 17 | Ali İçmeğiz        | C     | 11 maggio 1989    | Turchia              |
| 17 | Rıfat Kantarcıoğlu | O     | 19 febbraio 1997  | Turchia              |
| 18 | Ali Çayır          | S     | 13 settembre 1981 | Turchia              |

## Statistiche

### Statistiche di squadra
| Competizione     | Punti | In casa | In casa | In casa | In trasferta | In trasferta | In trasferta | Totale | Totale | Totale |
| Competizione     | Punti | G       | V       | P       | G            | V            | P            | G      | V      | P      |
| ---------------- | ----- | ------- | ------- | ------- | ------------ | ------------ | ------------ | ------ | ------ | ------ |
| Efeler Ligi      | 19    | 11      | 4       | 7       | 11           | 1            | 10           | 22     | 5      | 17     |
| Coppa di Turchia | -     | 1       | 1       | 0       | 1            | 0            | 1            | 2      | 1      | 1      |
| Totale           | -     | 12      | 5       | 7       | 12           | 1            | 11           | 24     | 6      | 18     |

G = partite giocate; V = partite vinte; P = partite perse

### Statistiche dei giocatori
| Giocatore       | Campionato | Campionato | Campionato | Campionato | Campionato | Coppa di Turchia | Coppa di Turchia | Coppa di Turchia | Coppa di Turchia | Coppa di Turchia | Totale | Totale | Totale | Totale | Totale |
| Giocatore       | P          | PT         | AV         | MV         | BV         | P                | PT               | AV               | MV               | BV               | P      | PT     | AV     | MV     | BV     |
| --------------- | ---------- | ---------- | ---------- | ---------- | ---------- | ---------------- | ---------------- | ---------------- | ---------------- | ---------------- | ------ | ------ | ------ | ------ | ------ |
| Ç. Aksoy        | 18         | 4          | 2          | 0          | 2          | 2                | 0                | 0                | 0                | 0                | 20     | 0      | 0      | 0      | 0      |
| A. Alfonso      | 22         | 379        | 329        | 31         | 19         | 2                | 50               | 44               | 6                | 0                | 24     | 429    | 373    | 37     | 19     |
| M. Almaz        | 20         | 166        | 116        | 44         | 6          | 2                | 11               | 11               | 0                | 0                | 22     | 177    | 127    | 44     | 6      |
| O. Altınkaya    | 15         | 0          | 0          | 0          | 0          | 2                | 0                | 0                | 0                | 0                | 17     | 0      | 0      | 0      | 0      |
| A. Çayır        | 21         | 127        | 98         | 18         | 11         | 2                | 2                | 2                | 0                | 0                | 23     | 129    | 100    | 18     | 11     |
| H. Centelles    | 22         | 286        | 236        | 28         | 22         | 2                | 13               | 10               | 1                | 2                | 24     | 299    | 246    | 29     | 24     |
| H. Durhan       | 1          | 2          | 1          | 0          | 1          | 0                | 0                | 0                | 0                | 0                | 1      | 2      | 1      | 0      | 1      |
| D. Durul        | 19         | 29         | 16         | 9          | 4          | 2                | 8                | 8                | 0                | 0                | 21     | 37     | 24     | 9      | 4      |
| A. Ekşi         | 22         | 44         | 14         | 13         | 17         | 2                | 7                | 2                | 2                | 3                | 24     | 51     | 16     | 15     | 20     |
| Y. Erdem        | 17         | 36         | 28         | 1          | 7          | 2                | 20               | 17               | 2                | 1                | 19     | 56     | 45     | 3      | 8      |
| A. İçmeğiz      | 10         | 20         | 14         | 5          | 1          | 2                | 6                | 4                | 1                | 1                | 12     | 26     | 18     | 6      | 2      |
| R. Kantarcıoğlu | 8          | 6          | 6          | 0          | 0          | -                | -                | -                | -                | -                | 8      | 6      | 6      | 0      | 0      |
| B. Kayhan       | 13         | 19         | 15         | 2          | 2          | 2                | 12               | 10               | 1                | 1                | 15     | 31     | 25     | 3      | 3      |
| R. Kılıç        | 22         | 0          | 0          | 0          | 0          | 2                | 0                | 0                | 0                | 0                | 24     | 0      | 0      | 0      | 0      |
| H. Kurt         | 22         | 106        | 67         | 35         | 4          | 2                | 13               | 9                | 3                | 1                | 24     | 119    | 76     | 38     | 5      |
| G. Sertel       | 9          | 35         | 24         | 7          | 4          | -                | -                | -                | -                | -                | 9      | 35     | 24     | 7      | 4      |

P = presenze; PT = punti totali; AV = attacchi vincenti; MV = muri vincenti; BV = battute vincenti